# Mestaruussarja 1949
La Mestaruussarja 1949 fu la quarantesima edizione della massima serie del campionato finlandese di calcio, la diciannovesima come Mestaruussarja. Il campionato, con il formato a girone unico e composto da dodici squadre, venne vinto dal TPS. Il campionato rappresentava il ritorno al formato a girone unico e comprendeva anche squadre appartenenti alla Suomen Työväen Urheiluliitto (TUL).

## Squadre partecipanti
| Club         | Città    | Stagione 1947-1948                   |
| ------------ | -------- | ------------------------------------ |
| HIFK         | Helsinki | 10º posto in Mestaruussarja          |
| HJK          | Helsinki | 4º posto in Mestaruussarja           |
| HPS          | Helsinki | 3º posto in Mestaruussarja           |
| Ilves-Kissat | Tampere  | 1º posto in Suomensarja Etelälohko   |
| KIF          | Helsinki | 6º posto in Mestaruussarja           |
| KTP          | Kotka    | 9º posto in Mestaruussarja           |
| KuPS         | Kuopio   | 1º posto in Suomensarja Pohjoislohko |
| TPS          | Turku    | 2º posto in Mestaruussarja           |
| TuTo         | Turku    | 8º posto in Mestaruussarja           |
| TuVe         | Turku    | 7º posto in Mestaruussarja           |
| VPS          | Vaasa    | Campione di Finlandia                |
| VIFK         | Vaasa    | 5º posto in Mestaruussarja           |

## Classifica finale
|  | Pos. | Squadra      | Pt | G  | V  | N | P  | GF | GS | DR  |
|  | ---- | ------------ | -- | -- | -- | - | -- | -- | -- | --- |
|  | 1.   | TPS          | 34 | 22 | 15 | 4 | 3  | 53 | 25 | +28 |
|  | 2.   | VPS          | 33 | 22 | 15 | 3 | 4  | 59 | 29 | +30 |
|  | 3.   | KIF          | 32 | 22 | 14 | 4 | 4  | 60 | 40 | +20 |
|  | 4.   | VIFK         | 27 | 22 | 10 | 7 | 5  | 61 | 31 | +30 |
|  | 5.   | KTP          | 26 | 22 | 10 | 6 | 6  | 38 | 34 | +4  |
|  | 6.   | TuVe         | 21 | 22 | 9  | 3 | 10 | 39 | 42 | -3  |
|  | 7.   | Ilves-Kissat | 20 | 22 | 7  | 6 | 9  | 48 | 49 | -1  |
|  | 8.   | KuPS         | 19 | 22 | 7  | 5 | 10 | 38 | 41 | -3  |
|  | 9.   | HIFK         | 16 | 22 | 7  | 2 | 13 | 38 | 52 | -14 |
|  | 10.  | HJK          | 14 | 22 | 5  | 4 | 13 | 27 | 55 | -28 |
|  | 11.  | HPS          | 13 | 22 | 3  | 7 | 12 | 27 | 54 | -27 |
|  | 12.  | TuTo         | 9  | 22 | 1  | 7 | 14 | 18 | 54 | -36 |

Legenda:
      Campione di Finlandia
      Retrocesse in Suomensarja
Note:
Due punti a vittoria, uno a pareggio, zero a sconfitta.